# Norrland

Norrland astăzi: în culoarea verde închis

Norrland (lit. Pământul Nordic) este una dintre regiunile Suediei și este localizată în partea nordică a statului. Regiunea este alcătuită din nouă provincii.

## Provincii
- Gästrikland
- Hälsingland
- Härjedalen
- Jämtland
- Medelpad
- Ångermanland
- Västerbotten
- Norrbotten
- Lappland